# UFC Fight Night: Ladd vs. Dumont
UFC Fight Night: Ladd vs. Dumont (também conhecido como UFC Fight Night 195, UFC Vegas 40 e UFC on ESPN+ 53) foi um evento de artes marciais mistas produzido pelo Ultimate Fighting Championship que ocorreu em 16 de outubro de 2021, na instalação UFC Apex, em Enterprise, Nevada, parte da Área Metropolitana de Las Vegas, Estados Unidos.

## Background
Uma luta de pesos-galos femininos entre Ketlen Vieira e a ex-campeã do Strikeforce e do UFC Miesha Tate , estava prevista para ser a luta principal do evento. No entanto, em 22 de setembro, a luta foi retirada do card depois que Tate testou positivo para COVID-19. Como resultado, uma luta de pesos-penas femininos entre a ex-campeã dos galos, Holly Holm e Norma Dumont foi promovida à luta principal. No entanto, em 6 de outubro, foi informado que Holm foi forçada a se retirar do evento devido a uma lesão. Ela foi substituída por Aspen Ladd.

## Bônus da Noite
Os seguintes lutadores receberam bônus de $50.000.
- Luta da noite: Nenhum bônus concedido.
- Performance da noite: Jim Miller, Nate Landwehr, Bruno Silva, e Danaa Batgerel